# Памятник героям (Слубице)
Памятник героям — памятник, сооруженный в память павших в сражениях II мировой войны воинах Советской Армии и Войска Польского в г. Слубице, Любушского воеводства, Польши.
Расположен на одной из центральных городских площадей — пл. Героев.
Открытие памятника в честь воинов Советской Армии и Войска Польского, совместно сражавшихся с фашистскими войсками при освобождении города и его окрестностей состоялось 22 июля 1949 года. Автором монумента является Мечислав Крайняк.
Памятный знак представляет две фигуры — советского и польского солдата, устремлëнных в атаку. На постаменте надпись: «Pamięci poległym w czasie II wojny światowej» («В память о погибших во время II мировой войны»).
Ранее на месте, где в 1949 был установлен памятник, находилось братское кладбище 32 советских солдат и офицеров, тела которых были перезахоронены в г. Жепин и Цыбинка.